# 莱奥·贝热尔
莱奥·贝热尔（法語：Léo Bergère，發音：[leo bɛʁʒɛʁ]；1996年6月28日—），法国男子铁人三项运动员，2022年欧洲铁人三项锦标赛男子个人和混合接力金牌得主、2024年夏季奥林匹克运动会男子个人铜牌得主。